# Осада Иерусалима (поэма)

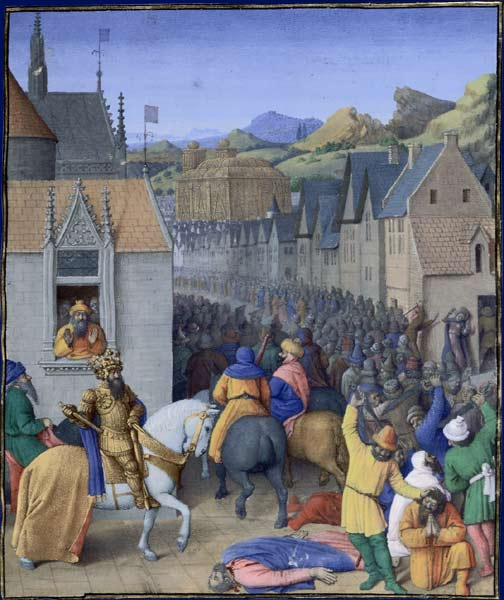
«Взятие Иерусалима Птолемеем Сотером». Миниатюра Жана Фуке (XV век) к «Иудейским древностям» античного историка Иосифа Флавия. Труп и убийство на переднем плане — привычный мотив изображения в описываемую эпоху

«Оса́да Иерусали́ма» — условное название анонимной поэмы на среднеанглийском языке, созданной во второй половине XIV века (около 1370—1380 гг.). Поэма составлена в манере аллитерации, популярной в средневековой английской поэзии, в особенности в период «аллитеративного возрождения», от которого сохранилось 9 рукописей — необычайно высокое число для того времени.
Осада, о которой идёт речь в поэме, имела место в 70 году н. э. Поэма описывает падение Иерусалима как заслуженное возмездие евреям за смерть Иисуса Христа, хотя бы даже и совершённое руками язычников-римлян. Также поэма описывает драматическую борьбу за императорский престол в древнем Риме.
По причинам политкорректности поэма малоизвестна среди современных британских студентов в связи с тем, что главные герои испытывают злорадство от массового избиения евреев, причём применяются самые садистские методы казни. Данные мотивы, по-видимому, отражают общественные настроения того времени.